# Мрзла Лужа
Мрзла Лужа (словен. Mrzla Luža) — поселення в общині Требнє, регіон Південно-Східна Словенія, Словенія.